# Leusden
Leusden é um município dos Países Baixos, situado na província da Utreque. Tem 58,89 km² de área e sua população em 2020 foi estimada em 30.486 habitantes.